# Li Ruijun
Li Ruijun (chinesisch 李睿珺, Pinyin Lǐ Ruìjùn; * 1983 in Huaqiangzi, Provinz Gansu) ist ein chinesischer Filmregisseur und Drehbuchautor.

## Leben und Karriere
Li Ruijun wurde in dem Dorf Huaqiangzi, in Luocheng (Gaotai), im Nordwesten Chinas geboren. Als 14-Jähriger begann er sich mit Malerei und Musik zu beschäftigen. Ein Studium am Institute of Management of China National Ministry of Radio, Film and Television schloss er im Jahr 2003 ab. Mehrere Jahre war Li als Regisseur beim Fernsehen tätig.
Im Jahr 2022 erhielt er für seinen sechsten Spielfilm Return to Dust eine erste Einladung in den Wettbewerb der 72. Internationalen Filmfestspiele Berlin. Bereits sieben Jahre zuvor hatte er mit dem Kinderfilm River Road (2014) eine Einladung in die Berlinale-Sektion Generation erhalten.
Li lebt und arbeitet in Peking.

## Filmografie (Auswahl)
- 2007: The Summer Solstice (夏至 / Xia zhi)
- 2010: The Old Donkey (老驢頭 / Lao lu tóu)
- 2012: Fly with the Crane (告訴他們, 我乘白鶴去了 / Gaosu Tamen, Wo Cheng Baihe Qu Le)
- 2014: Present (禮物 / Kurzfilm)
- 2014: River Road (家在水草豐茂的地方 / Jia zai shui cao feng mao di di fang)
- 2017: Walking Past the Future (路過未來 / Lu guo wei lai)

## Auszeichnungen
- 2013: Jurypreis des Brasilia Film Festivals – Fly with the Crane (Beste Regie)
- 2014: China Film Director’s Guild Award – Fly with the Crane (Beste Nachwuchsregie)
- 2014: Spezialpreis der Jury des Golden Koala Chinese Film Festival – Fly with the Crane
- 2015: Jurypreis des Chinese Young Generation Film Forum – River Road (Bester Kinderfilm)
- 2015: Chunyan Award – Fly with the Crane (Bestes Regiedebüt)
- 2015: SIGNIS Award des Hong Kong International Film Festival – River Road
- 2016: Huabiao Film Award – River Road (Bester Kinderfilm)
- 2018: Shanghai International Film Festival – Walking Past the Future (Bestes Drehbuch)